# Queen Rock Montreal
Queen Rock Montreal è un doppio album live e un DVD dei Queen, pubblicato nel 2007, che ripropone un insieme di Performance tenutosi al Forum de Montréal il 24 e il 25 
novembre 1981, durante la penultima tappa del The Game Tour. L'evento canadese è considerato uno dei più riusciti ed emozionanti della storia della band britannica.
Il materiale non è tuttavia inedito: la VHS denominata We Will Rock You, pubblicata per la prima volta il 10 settembre 1984, immortala infatti la stessa esibizione, molto diffusa anche su CD e cassette bootleg.

## Tracce

### Edizione CD
CD 1
1. Intro – 1:59
2. We Will Rock You (Fast) – 3:06
3. Let Me Entertain You – 2:49
4. Play the Game – 3:57
5. Somebody to Love – 7:53
6. Killer Queen – 2:00
7. I'm in Love with My Car – 2:03
8. Get Down, Make Love – 4:46
9. Save Me – 4:15
10. Now I'm Here – 5:32
11. Dragon Attack – 3:12
12. Now I'm Here (Reprise) – 1:53
13. Love of My Life – 3:57

CD 2
1. Under Pressure – 3:50
2. Keep Yourself Alive – 3:29
3. Drum And Tympany Solo – 3:00
4. Guitar Solo – 5:11
5. Flash – 2:11 – (inclusa unicamente nell'edizione CD)
6. The Hero – 1:51 – (inclusa unicamente nell'edizione CD)
7. Crazy Little Thing Called Love – 4:16
8. Jailhouse Rock – 2:33
9. Bohemian Rhapsody – 5:29
10. Tie Your Mother Down – 3:53
11. Another One Bites the Dust – 4:01
12. Sheer Heart Attack – 3:54
13. We Will Rock You – 2:09
14. We Are the Champions – 3:28
15. God Save the Queen – 1:32

### Edizione DVD
- Il concerto è stato pubblicato anche in DVD, in 2 diverse edizioni:
  - Queen Rock Montreal (DVD singolo)
  - Queen Rock Montreal & Live AID (doppio DVD)

DVD 1 (Rock Montreal)
1. Intro – 1:59
2. We Will Rock You (Fast) – 3:06
3. Let Me Entertain You – 2:49
4. Play the Game – 3:57
5. Somebody to Love – 7:53
6. Killer Queen – 2:00
7. I'm in Love with My Car – 2:03
8. Get Down, Make Love – 4:46
9. Save Me – 4:15
10. Now I'm Here – 5:32
11. Dragon Attack – 3:12
12. Now I'm Here (Reprise) – 1:53
13. Love of My Life – 3:57
14. Under Pressure – 3:50
15. Keep Yourself Alive – 3:29
16. Drum and Tympany Solo – 3:00
17. Guitar Solo – 5:11
18. Crazy Little Thing Called Love – 4:16
19. Jailhouse Rock – 2:33
20. Bohemian Rhapsody – 5:29
21. Tie Your Mother Down – 3:53
22. Another One Bites the Dust – 4:01
23. Sheer Heart Attack – 3:54
24. We Will Rock You – 2:09
25. We Are the Champions – 3:28
26. God Save the Queen – 1:32

DVD 2 (Live AID & Extra)
- esibizione dei Queen al Live Aid, Wembley Stadium, 13 luglio 1985 (25 min : 07 s)
  - Intro - 0:45
  - Bohemian Rhapsody - 2:04
  - Radio Ga Ga - 4:12
  - Improvvisazione vocale di Freddie Mercury - 0:42
  - Hammer to Fall - 4:29
  - Crazy Little Thing Called Love - 3:56
  - We Will Rock You - 1:19
  - We Are the Champions - 3:45
  - Is This the World We Created...? (solo Freddie Mercury & Brian May) - 3:55
- Materiale extra:
  - Prove per l'esibizione al Live AID + intervista alla band - 10:56
  - Intervista TV a Roger, Brian e John (USA, 1982) - 6:47

## Formazione
- Freddie Mercury - voce, pianoforte, chitarra ritmica in Crazy Little Thing Called Love, tamburello in Keep Yourself Alive
- Brian May - chitarra, cori, pianoforte in Save Me e Flash, sintetizzatore in Flash
- John Deacon - basso, cori in Somebody to Love, Killer Queen e Tie Your Mother Down
- Roger Taylor - batteria, cori, sintetizzatore in Intro, voce in I'm in Love with My Car, Under Pressure e Another One Bites the Dust, timpani in Drum & Tympany Solo